# Indian River Estates
Indian River Estates es un lugar designado por el censo ubicado en el condado de Santa Lucía en el estado estadounidense de Florida. En el Censo de 2010 tenía una población de 6.220 habitantes y una densidad poblacional de 403,89 personas por km².

## Geografía
Indian River Estates se encuentra ubicado en las coordenadas 27°21′19″N 80°17′56″O / 27.35528, -80.29889. Según la Oficina del Censo de los Estados Unidos, Indian River Estates tiene una superficie total de 15.4 km², de la cual 14.35 km² corresponden a tierra firme y (6.83%) 1.05 km² es agua.

## Demografía
Según el censo de 2010, había 6.220 personas residiendo en Indian River Estates. La densidad de población era de 403,89 hab./km². De los 6.220 habitantes, Indian River Estates estaba compuesto por el 92.89% blancos, el 3.09% eran afroamericanos, el 0.45% eran amerindios, el 0.66% eran asiáticos, el 0.06% eran isleños del Pacífico, el 1.45% eran de otras razas y el 1.4% pertenecían a dos o más razas. Del total de la población el 6.29% eran hispanos o latinos de cualquier raza.